# 유영아 (작가)
유영아는 대한민국의 텔레비전 드라마 작가이다. 

## 드라마
- 2011년 tvN 월화 특별기획 드라마 《버디버디》 ... 공동집필
- 2013년 ~ 2014년 KBS2 수목 미니시리즈 《예쁜 남자》 ... 집필
- 2016년 SBS 드라마스페셜 《딴따라》 ... 집필
- 2018년 ~ 2019년 tvN 수목 미니시리즈 《남자친구》 ... 집필
- 2022년 JTBC 수목 미니시리즈 《서른, 아홉》 ... 집필
- 2023년 JTBC 주말 미니시리즈 《신성한, 이혼》 ... 집필

## 영화
- TBA 영화 《소풍》 ... 각본 & 스텝
- 2008년 영화 《1724 기방난동사건》 ... 각색
- 2010년 영화 《웨딩드레스》 ... 각본
- 2010년 영화 《친정엄마》 ... 각색
- 2011년 영화 《오직 그대만》 ... 각색
- 2012년 영화 《코리아》 ... 각본
- 2012년 영화 《타워》 ... 각색
- 2013년 영화 《7번방의 선물》 ... 각색
- 2013년 영화 《파파로티》 ... 각본
- 2013년 영화 《스파이》 ... 각색
- 2013년 영화 《톱스타》 ... 각색
- 2013년 영화 《노브레싱》 ... 각본
- 2013년 영화 《열한시》 ... 각색
- 2013년 영화 《캐치미》 ... 각색
- 2014년 영화 《상의원》 ... 각색
- 2016년 영화 《좋아해줘》 ... 각본
- 2016년 영화 《형》 ... 각본
- 2017년 영화 《사랑하기 때문에》 ... 각색
- 2018년 영화 《너의 결혼식》 ... 각색
- 2019년 영화 《82년생 김지영》 ... 각본
- 2020년 영화 《미스터 주: 사라진 VIP》 ... 각색
- 2020년 영화 《스물여든》 ... 각본
- 2022년 영화 《니 부모 얼굴이 보고 싶다》 ... 각본
- 2023년 영화 《3일의 휴가》 ... 각본

## 도서
- 2013년 도서 《파파로티》 ... 집필
- 2016년 도서 《형》 ... 집필
- 2019년 도서 《남자친구 1,2권》 ... 집필
- 2022년 도서 《서른, 아홉》 ... 집필